# 高橋茉莉奈
高橋 茉莉奈（たかはし まりな、1998年8月11日 - ）は、日本の元女子バレーボール選手。

## 来歴
宮城県仙台市出身。小学2年生のとき、スポーツ少年団の監督の妻や娘に誘われたことをきっかけにバレーボールを始めた。
2020年12月23日、JTマーヴェラス公式サイトにて入団内定が発表された。背番号は19。同期入団は西崎愛菜、小山愛実ら。
2021年4月8日、JTマーヴェラスに正式入団。
2022-23シーズンよりJTでの背番号が19から14に変更となった。
2024年、JTを退団し現役引退。

## 所属チーム
- 米沢中央高等学校
- 筑波大学
- JTマーヴェラス #19、#14（2021-2024年）

## 球歴
- 2014年 第10回アジアユース女子選手権大会（U-17）：優勝
- 2017年 第64回全日本バレーボール大学選手権大会：準優勝
- 2018年 第65回全日本バレーボール大学選手権大会：優勝
- 2019年 第66回全日本バレーボール大学選手権大会：優勝
- 2020年 第67回全日本バレーボール大学選手権大会：3位
- 2021年 夏季ユニバーシアード：日本代表候補

## 個人成績
V.LEAGUEの個人成績は下記の通り。
| 大会        | チーム      | 出場     | 出場        | アタック | アタック | アタック | アタック | バックアタック | バックアタック | バックアタック | バックアタック | アタック 決定本数 | ブロック | ブロック       | サーブ | サーブ         | サーブ   | サーブ | サーブ | サーブ   | サーブレシーブ | サーブレシーブ | サーブレシーブ | サーブレシーブ | 総得点      | 総得点      | 総得点   | 総得点      |
| ----------- | ----------- | -------- | ----------- | -------- | -------- | -------- | -------- | -------------- | -------------- | -------------- | -------------- | ----------------- | -------- | -------------- | ------ | -------------- | -------- | ------ | ------ | -------- | -------------- | -------------- | -------------- | -------------- | ----------- | ----------- | -------- | ----------- |
| 大会        | チーム      | 試 合 数 | セ ッ ト 数 | 打 数    | 得 点    | 失 点    | 決 定 率 | 打 数          | 得 点          | 失 点          | 決 定 率       | セ ッ ト 平 均    | 得 点    | セ ッ ト 平 均 | 打 数  | ノ 丨 タ ッ チ | エ 丨 ス | 失 点  | 効 果  | 効 果 率 | 受 数          | 成 功 ・ 優    | 成 功 ・ 良    | 成 功 率       | ア タ ッ ク | ブ ロ ッ ク | サ 丨 ブ | 得 点 合 計 |
| V1 2021-22  | JT          | 7        | 24          | 56       | 24       | 3        | 42.9     | 0              | 0              | 0              | -              | 1.00              | 11       | 0.46           | 76     | 0              | 4        | 5      | 17     | 9.2      | 6              | 4              | 2              | 83.3           | 24          | 11          | 4        | 39          |
| 通算：1大会 | 通算：1大会 | 7        | 24          | 56       | 24       | 3        | 42.9     | 0              | 0              | 0              | -              | 1.00              | 11       | 0.46           | 76     | 0              | 4        | 5      | 17     | 9.2      | 6              | 4              | 2              | 83.3           | 24          | 11          | 4        | 39          |

## 関係のある人物
筑波大学時代のチームメイト 
- 川上雛菜（1998年生）
- 山城愛心（1998年生）
- 万代真奈美（1998年生）
- 鏡原叶悠（1998年生）